# Amanda Bynes
Amanda Laura Bynes (Thousand Oaks, 3 aprile 1986) è un'attrice statunitense.
È stata la protagonista di uno show che portava il suo nome, The Amanda Show, sul canale Nickelodeon.
Dopo essere apparsa in diversi show di Nickelodeon tra la metà degli anni novanta e gli inizi del 2000, nel 2002, Bynes ottiene il ruolo di co-protagonista della sit-com Le cose che amo di te, anch'essa creata da Dan Schneider e trasmessa negli Stati Uniti sul canale The WB dal 2002 al 2006, per un totale di quattro stagioni. In seguito è apparsa anche in diversi film per teenager, tra i quali She's the Man (2006), Hairspray - Grasso è bello e Sydney White - Biancaneve al college (2007). Nel 2006 Bynes finì in vetta alla classifica Le 25 star più attraenti sotto i 25 anni del magazine Teen People, mentre nel 2007 fu collocata da Forbes come al quinto posto fra le attrici Under-21 più pagata di Hollywood, avendo guadagnato 2,5 milioni di dollari ad ingaggio in ogni film.
Dal 2012 in poi Bynes si è ritrovata al centro dell'attenzione mediatica più per le sue tumultuose vicende personali che per la sua carriera che, dopo vari tentativi di ripresa,  purtroppo fallimentari, risulta essersi bloccata e infine conclusa, a causa della sua turbolenta vita privata, l'abuso di droghe e la sua recente diagnosi di schizofrenia che ne ha decretato l'entrata in tutela legale dall'agosto 2013 al marzo 2022. Nel 2010, all'età di soli 24 anni, ha reso ufficiale la sua decisione di ritirarsi dal mondo dello spettacolo, mentre nel 2023 ha dichiarato di aver trovato un nuovo impiego come estetista in un salone di bellezza.

## Biografia

### Carriera

#### Le origini (1986-1993)
Nata e cresciuta a Thousand Oaks (in California), figlia di Lynn Organ, un'assistente dentista canadese (originaria di Toronto), e Ricky Bynes, un dentista che ha anche praticato del cabaret; ha due fratelli più grandi ed ha origini irlandesi, russe, polacche e rumene da parte del padre.

#### Gli inizi e il grande successo (1993-2011)

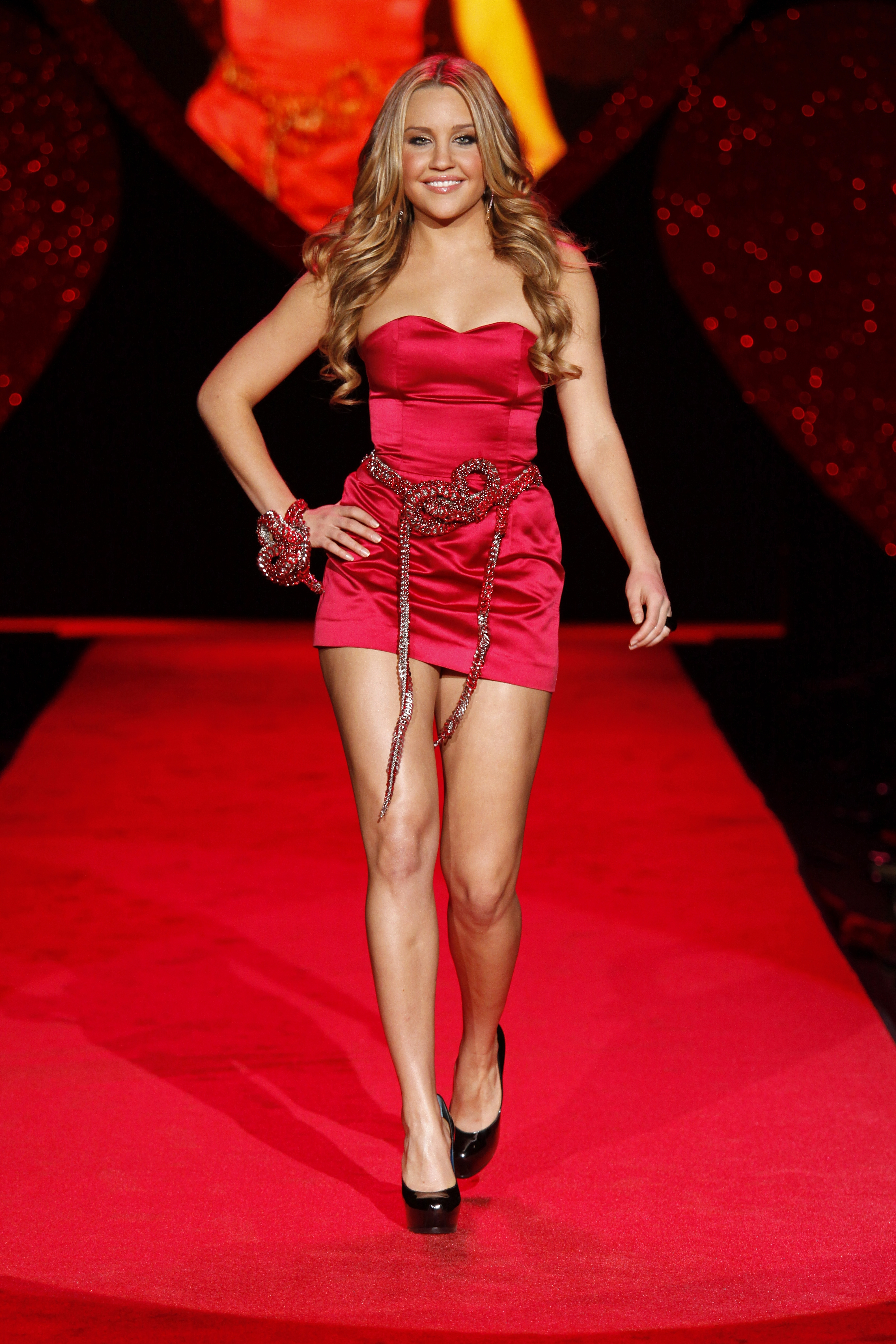
Amanda Bynes sul red carpet della settimana della moda di New York, il 13 febbraio 2009.

Nel 1993, su invito della madre, Bynes partecipò ad un campeggio estivo per attori in compagnia di insegnanti d'eccezione come Arsenio Hall e Richard Pryor, ed iniziò a recitare professionalmente all'età di sette anni apparendo in uno spot di caramelle. Durante la sua infanzia apparve anche in teatro con rappresentazioni di musical di successo quali Annie, Il giardino segreto, The Music Man e Tutti insieme appassionatamente. Grazie alle lezioni di recitazione prese in giovane età, Bynes diventò una presenza fissa nei due show Figure It Out e All That, entrambi in onda su Nickelodeon finché, alla cancellazione di quest'ultimo nel 2000, iniziò a preparare degli sketch per il nuovo show tutto suo che Nickelodeon voleva affidarle: nacque così The Amanda Show.
Amanda Show era un programma di gag comiche e cabaret improvvisati durante il quale la Bynes fungeva sia da padrona di casa che da attrice portando in scena due dei suoi personaggi più famosi: "Giudice Trudy" (una parodia di un giudice sui minori che era sempre dalla parte di questi ultimi) e di Penelope Taynt, una fan ossessiva di Bynes. Bynes ha debuttato sul grande schermo nel 2002 con il film Big Fat Liar dove recitava al fianco di Frankie Muniz (all'epoca all'apice della fama grazie alla comedy Malcolm): il film ottenne un buon successo al botteghino.
Il suo primo ruolo da protagonista fu nel 2003 con il film Una ragazza e il suo sogno nel ruolo di Daphne Reynolds e al fianco di Colin Firth, Oliver James e Kelly Preston, ottenendo un grande successo, riuscendo a far vincere alla Bynes il premio come Migliore Attrice dell'anno. In seguito ottenne il ruolo da co-protagonista nella sitcom Le cose che amo di te al fianco di Jennie Garth: la serie fu un successo e durò per ben quattro stagioni fino al 2006. Appare anche nelle serie televisive Arli$$ e The Nigthmare Room, oltre ad aver doppiato i film animati La grande avventura di Wilbur - La tela di Carlotta 2 e Robots.
A luglio del 2003 la Bynes è apparsa sulla copertina del mensile Vanity Fair con le colleghe Lindsay Lohan, Hilary Duff, Alexis Bledel, Raven-Symoné, Evan Rachel Wood, le gemelle Olsen e Mandy Moore; anche se è stata spesso paragonata a loro ha dichiarato: "È come essere la ragazza popolare ad una festa in piscina. Non sono quel tipo di ragazza. Sono cresciuta con una terribile acne e con molta insicurezza. Ero alta e magra. Non mi sono mai sentita carina, e non piacevo nemmeno ai ragazzi. Ecco perché ho intrapreso la strada della commedia". Ha anche attribuito il forte feeling che gli adolescenti provano per lei al fatto che è "molto più simile a loro di... mondana o cose del genere".
Nel 2006 Bynes ha recitato nel film She's the Man, una commedia basata su La dodicesima notte di William Shakespeare; nel film, la Bynes si traveste da suo fratello per unirsi alla squadra maschile di calcio dopo lo scioglimento di quella femminile. I produttori volevano ingaggiare inizialmente Jesse McCartney nel ruolo del fratello di Bynes notando la somiglianza fisica tra i due quando Bynes si mascherava da ragazzo, ma McCartney era impegnato in quel periodo così il ruolo fu affidato a James Kirk. Durante il periodo d'uscita del film, Bynes dichiarò che le sarebbe piaciuto iniziare ad interpretare ruoli più maturi ritenendo di stare ancora affinando le sue abilità di attrice e di stare migliorando sempre di più dopo ogni ruolo.
Bynes è anche apparsa in un'altra commedia romantica, Summertime - Sole, cuore... amore, girata prima di She's the Man, ma pubblicata dopo quest'ultimo film. Bynes è poi apparsa nell'adattamento cinematografico del 2007 di Hairspray dichiarando di essersi divertita molto ad apparire in una veloce e divertente apparizione in un film corale. In seguito Bynes è apparsa in un'altra commedia romantica, Sydney White - Biancaneve al college pubblicato nei cinema statunitensi il 21 settembre 2007 (ed uscito in Italia direttamente in DVD). Il film è basato su Biancaneve e i sette nani, dove Bynes è una matricola al college nel sistema delle confraternite al fianco di Sara Paxton e Matt Long.
Nel 2008 Bynes è apparsa nel suo unico film per la televisione, Living Proof - La ricerca di una vita, andato in onda negli USA su Lifetime, e dove interpretava l'assistente di un professore interpretato da Harry Connick Jr.
Nel 2009 filmò un episodio pilota per la ABC, intitolato Canned, tuttavia la sit-com non venne scelta dal canale per riempire il loro palinsesto, quindi non vide mai la luce. Bynes doveva anche apparire da protagonista nel film Laureata... e adesso?, ma fu in seguito rimpiazzata da Alexis Bledel.
A giugno del 2009, Bynes ha firmato un accordo per due film con la Screen Gems, il primo dei quali è una commedia: Easy Girl al fianco di Emma Stone e Lisa Kudrow, mentre il secondo doveva essere un ruolo da protagonista. Bynes aveva anche firmato per apparire nel sequel di Hairspray che però è stato poi cancellato.
Il 19 giugno 2010, Bynes ha annunciato, tramite la sua pagina Twitter, che si ritirava dalla carriera di attrice perché non si diverte più a recitare come un tempo. L'ultimo film a cui ha preso parte ad oggi è Easy Girl.
Nel 2011, tramite il suo account twitter Bynes annuncia di essere stata intrappolata da Schneider in una relazione quando era minorenne e di essere rimasta incinta, sostenendo di essere stata successivamente costretta ad abortire e di aver subito numerosi abusi da Dan Schneider che le hanno rovinato la vita e che hanno causato il crollo mentale dell'attrice che purtroppo dura fino ad oggi.
Dal 2012, per motivi di salute mentale, Bynes risulta inattiva. 
Nel marzo 2014 Bynes si iscrive all'Istituto di moda e design FIDM di Los Angeles,
Nel giugno 2017 rilascia la prima intervista dopo 4 anni, dove racconta che sta continuando a studiare moda al FIDM di Los Angeles, si mantiene in forma e non beve e non si droga da tre anni, sentendosi pronta per tornare a recitare.
Il 25 giugno 2019 si diploma all'Istituto di moda e design FIDM di Los Angeles.
Nel marzo 2023 avrebbe dovuto riunirsi con gli ex membri del cast di All That, la sua prima apparizione pubblica dalla fine della sua tutela legale, ma non ha partecipato. 
Nel dicembre 2023, Bynes ha debuttato come co-conduttrice di un podcast in stile intervista, Amanda Bynes & Paul Sieminski: The Podcast , ma se n'è andata dopo un solo episodio per prendere la sua licenza da manicure.
Il 4 ottobre 2024, Amanda annuncia sui social la pubblicazione della sua prima linea di moda.

#### Moda (2006-2011)
Nel 2006 Bynes ha firmato un accordo di cinque anni con Steve & Barry's per creare una sua linea di moda, Dear, di cosmetici e accessori. La linea fu lanciata il 16 agosto 2006, ma andò fuori produzione a partire dal gennaio 2011, dopo che la "Steve & Barry's" aveva dichiarato bancarotta nel dicembre 2010.

### Problemi legali e di salute

#### Abuso di droga
Il 13 marzo 2012 Bynes viene fermata e multata dalla polizia perché colta a parlare al cellulare mentre era alla guida, mentre un mese più tardi fu arrestata con l'accusa di guida sotto effetto di sostanze stupefacenti e di aver urtato la macchina della polizia a West Hollywood; dopo due anni le accuse saranno ritirate ma viene ugualmente condannata a tre anni di libertà vigilata. Il 4 settembre dello stesso anno è stata accusata di aver provocato due incidenti stradali ed essere scappata, il primo ad aprile e il secondo nell'agosto 2012: di nuovo le accuse furono ritirate in seguito ad un accordo economico tra Bynes e le vittime; il 6 settembre 2012 le viene sospesa la patente di guida, ma dieci giorni dopo la showgirl viene citata per aver guidato senza patente e le viene sequestrata la macchina.
Il 23 maggio 2013 Bynes viene arrestata nella sua casa a Manhattan per possesso illegale di marijuana, inquinamento delle prove, minacce ed aggressione: secondo un procuratore, la polizia avrebbe visto Bynes gettare dalla finestra un bong, benché lei abbia sostenuto che si trattasse solamente di un "vaso". Dopo il suo arresto, Bynes ha subito una valutazione psichiatrica, due giorni più tardi, accusò sui social uno degli agenti di molestie sessuali, ma il dipartimento di polizia ha negato l'accusa. Nel giugno 2014 il caso fu ufficialmente archiviato da un giudice della contea di New York.
Il 24 luglio 2013 Bynes fu arrestata dallo sceriffo della contea di Ventura e ricoverata in un centro di valutazione psichiatrica dopo aver appiccato volontariamente fuoco nel vialetto della casa di un'anziana signora a Thousand Oaks. Subito prima di essere ricoverata, Bynes si è recata in un negozio di liquori dove avrebbe lavato il suo cane, perché sporco di gasolio. I dottori del centro di valutazione psichiatrica dissero che avrebbero tenuto Bynes sotto cura per altre 2 settimane, asserendo, inoltre, che l'attrice soffriva di schizofrenia. Anche i genitori di Bynes richiesero al giudice di rinchiudere la figlia, perché era un pericolo per sé stessa e per gli altri.
Nell'aprile 2014 la madre dell'attrice dichiara che la figlia non ha mai sofferto di schizofrenia. Tra settembre e ottobre 2014 Bynes torna, però, a mostrare segni di instabilità e viene quindi espulsa dall'Istituto di moda, cosa che Bynes avrebbe negato fermamente. Tra le altre cose, tenta di rubare un cappello in un negozio e accusa il padre, tramite Twitter, di aver abusato di lei, per poi negare la cosa e lasciando intendere che non si trattasse del padre ma di Dan Schneider, creatore e produttore di vari show di successo di Nickelodeon, fra cui proprio The Amanda Show.
Le indirette accuse contro Schneider sono state in qualche modo sostenute anche da Jennette McCurdy (Sam di Sam & Cat e di ICarly di cui Schneider era creatore) che pubblicò un vine in cui imitava le sembianze di Bynes dopo i diversi traumi subiti. Jenette nel vine dice “Ciao Dan Schneider, so che guardi i miei vines, ti piacciono i miei vines? Guarda cosa mi hai fatto”.
A metà ottobre, atterrata all'aeroporto di Los Angeles, Bynes è stata portata in clinica psichiatrica dove l'attendeva il legale dei genitori. Il 31 ottobre 2014 Bynes viene rilasciata dalla clinica psichiatrica. Il 4 novembre 2014 Bynes, tramite Twitter, fa sapere che le è stato diagnosticato un disordine bipolare-maniaco depressivo e che, sotto custodia dei genitori, stava iniziando una cura da uno psichiatra ed uno psicologo.
Nel gennaio 2019 torna, di sua iniziativa, in una clinica di riabilitazione per una lunga degenza. Dopo l'uscita dalla clinica avvenuta a maggio dello stesso anno, va a vivere in una casa con un gruppo di persone, con l'obiettivo di vivere una vita da sobri. 
Il 23 marzo 2022 Bynes si vede stabilire ufficialmente dopo 9 anni il termine immediato della sua tutela legale da parte del padre.
Il 21 marzo 2023 l'attrice è stata vista domenica mattina presto nel centro di Los Angeles, mentre girava per le strade senza vestiti. Secondo quanto riportato da un testimone al magazine, Bynes ha anche fermato un'auto, spiegando al guidatore che in quel momento stava affrontando una crisi psicotica provocata dal suo disturbo bipolare. È stata la stessa Bynes a chiamare il 911. A quel punto l'attrice è stata portata in una vicina stazione di polizia, dove un team di esperti di salute mentale ha stabilito che Bynes doveva essere messa in custodia psichica. Nonostante le condizioni instabili, Bynes non è rimasta ferita.
Il 17 giugno 2023, dopo aver chiamato la polizia indicando che aveva pensieri di autolesionismo, i professionisti della salute mentale hanno stabilito che aveva bisogno di cure ospedaliere. Ha lasciato la struttura il 30 giugno con l'intenzione di sottoporsi a cure ambulatoriali di follow-up.

## Vita privata
È stata fidanzata con Drake Bell dal 1999 al 2001. Dal 2001 al 2002 ha avuto una relazione con Taran Killam. Ha avuto anche una relazione con l’attore americano Frankie Muniz dal 2003 al 2004.
Bynes ha avuto anche una relazione con Nick Zano dal 2005 al 2006. Ha anche frequentato Seth MacFarlane nel 2008. Dal 2008 al 2009 è uscita con Doug Reinhardt per un breve periodo di tempo. Ha avuto anche una relazione con il rapper Kid Cudi nel 2010. Nel 2020, sulla sua pagina Instagram, ha annunciato il suo fidanzamento con Paul Michael. Ad ottobre 2021 Bynes annuncia sui social che lei e Paul si sarebbero sposati nel marzo 2022. Successivamente il matrimonio verrà annullato perché i due si separano nel febbraio 2022.

## Filmografia

### Cinema
- Big Fat Liar, regia di Shawn Levy (2002)
- Una ragazza e il suo sogno (What a Girl Wants), regia di Dennie Gordon (2003)
- Summertime - Sole, cuore... amore (Lovewrecked), regia di Randal Kleiser (2005)
- She's the Man, regia di Andy Fickman (2006)
- Hairspray - Grasso è bello (Hairspray), regia di Adam Shankman (2007)
- Sydney White - Biancaneve al college (Sydney White), regia di Joe Nussbaum (2007)
- Easy Girl, regia di Will Gluck (2010)

### Televisione
- All That - serie TV, 125 episodi (1994-2002)
- Sports Theater with Shaquille O'Neal - speciale TV (1997)
- Arli$$ - serie TV, episodio 4x02 (1999)
- Amanda Show - serie TV, 42 episodi (1999-2002)
- The Nightmare Room - serie TV, episodio 1x01 (2001)
- The Drew Carey Show - serie TV, episodi 7x01-7x02 (2001)
- Le cose che amo di te (What I Like About You) - serie TV, 86 episodi (2002-2006)
- Living Proof - La ricerca di una vita (Living Proof), regia di Dan Ireland (2008) - film TV

### Doppiatrice
- I Rugrats (Rugrats) - serie TV, 9 episodi (2001-2006)
- La grande avventura di Wilbur - La tela di Carlotta 2 (Charlotte's Web 2: Wilbur's Great Adventure), regia di Mario Piluso (2003)
- Robots, regia di Chris Wedge e Carlos Saldanha (2005)
- I Griffin (Family Guy) - serie TV, episodio 6x12 (2008)

## Doppiatrici italiane
Nelle versioni in italiano delle opere in cui ha recitato, Amanda Bynes è stata doppiata da:
- Alessia Amendola in Amanda Show, Le cose che amo di te, Una ragazza e il suo sogno
- Francesca Manicone in Big Fat Liar, Hairspray - Grasso è bello
- Domitilla D'Amico in Summertime - Sole, cuore... amore, She's the Man
- Rossella Acerbo in Sydney White - Biancaneve al college
- Letizia Ciampa in Easy Girl
- Emanuela Damasio in Living Proof - La ricerca di una vita
- Perla Liberatori in Sydney White - Biancaneve al college (ridoppiaggio)

Da doppiatrice è sostituita da:
- Joy Saltarelli in I Griffin
- Alessia Amendola in Robots

## Premi
- TRL Awards - Quit your Day Job (Best Guest Host) (2005)
- Kids' Choice Award - Award Favorite Movie Actress - What a girl Wants (2004)
- Family Television Awards - Coolest Teen (2003)
- Kids' Choice Award - Award Favorite Movie Actress (2003)
- Kids' Choice Award - Award Favorite TV Actress (2003)
- Kids' Choice Award - Award Favorite TV Actress (2002)
- Kids' Choice Award - Award Favorite TV Actress (2001)
- Kids' Choice Award - Award Favorite Cartoon (2000)